# Coral·lins
Els coral·lins (Salvia splendens), són plantes amb flors del gènere Salvia dins la família de les lamiàcies. És una planta nativa de l'estat brasiler de Rio de Janeiro.
Addicionalment pot rebre el nom de sàlvia. També s'ha recollit la variants lingüística sílvia.

## Característiques
És una planta herbàcia perenne que creix màxim un metre. Les fulles estan arranjades en parells oposats, el·líptiques, de més de 7 cm de llargada i uns 5 cm d'amplada, amb un marge lleugerament dentat. Les flors creixen en unes espigues erectes des del centre de la planta en raïms; són d'un color vermell brillant, tubulars, de més de 35 mm de llargada.

## Cultiu i usos
Són cultivades en la gran majoria com una planta ornamental, amb un gran nombre de cultivars, com ara Bonfire, està seleccionada pels diferents colors que agafen les seves flors, que van des del blanc fins al porpra fosc. És una espècie tropical, que no sobreviu a temperatures de congelació, però pot créixer com una planta anual en zones fredes. En climes freds prefereix molt el sol, tot i que en els períodes particularment càlids li va millor una mica d'ombra